# Andfjorden
Le Andfjorden est un fjord situé à la frontière des comtés de Nordland et de Troms et Finnmark en Norvège. Il coule principalement entre les grandes îles d’Andøya et Senja. Grytøya et les petites îles Bjarkøya et Krøttøya sont situées dans le fjord. La traversée principale se fait par le ferry Andenes-Gryllefjord entre les municipalités d’Andøy et de Senja. Les autres municipalités à travers lesquelles le fjord coule sont Harstad et Kvæfjord.
Le fjord mesure environ 60 kilomètres de long, il a une largeur maximale de 30 kilomètres et une profondeur maximale de 517 mètres, ce qui en fait un riche lieu d’alimentation pour les cachalots et les épaulards. Les safaris aux baleines sont organisés depuis Andenes et depuis Krøttøya. Plusieurs autres fjords bifurquent de l’Andfjorden, notamment le Kvæfjorden, le Godfjorden et le Vågsfjorden.
Sur les minuscules îles Steinavær dans l’Andfjorden, il y a un grand récif corallien.